# Кладоробски манастир
Кладоробският манастир „Успение Богородично“ (на гръцки: Κοιμήσεως της Θεοτόκου) е православен мъжки манастир в леринското село Кладороби (Кладорахи), Гърция, част от Леринската, Преспанска и Еордейска епархия на Вселенската патриаршия, под управлението на Църквата на Гърция.
Манастирът е основан в края на XVIII век с пожертвованията на местните жители и леринчани. Според секретаря на Леринската българска митрополия Васил Трифонов годината на създаване на манастира е 1803.
След случаен пожар манастирът изгаря и е възстановен в 1880 година с труда на селяните от Кладороби и околните села.
По време на гръцката въоръжена пропаганда в Македония в началото на XX век манастирът е седалище на гръцките андартски чети, воюващи с българските на ВМОРО. По това време с помощта на леринските гилдии са издигнати нови конаци. Манастирът остава до края на османската власт патриаршистки. Манастирът е заможен като има стада овце и крави и 70 декара земя.
След Балканските войни манастирът запада. По време на Първата световна война манастирът е използван за военна болница от войските на Антантата.
В 1955 година е възстановен от митрополит Василий Лерински.